# Rhinella inca
Rhinella inca är en groddjursart som först beskrevs av Leonhard Hess Stejneger 1913.  Rhinella inca ingår i släktet Rhinella och familjen paddor. IUCN kategoriserar arten globalt som livskraftig. Inga underarter finns listade i Catalogue of Life.